# .ru
.ru is het achtervoegsel voor Russische domeinnamen, en valt onder de verantwoordelijkheid van het Russian Institute for Public Networks. Maar sinds 14 maart 2005 worden alle registraties direct onder het .ru domein geregeld door RU-CENTER, registraties op het derde niveau (.com.ru, .net.ru, .org.ru, .pp.ru) gaan via RIPN.
Verder zijn er bij het bedrijf RELCOM registraties op het derde niveau mogelijk onder allerlei andere tweede-niveau-namen zoals .msk.ru voor Moskou. Registraties onder .int.ru zijn mogelijk via het bedrijf Macomnet Telcom.
Ook registraties voor het ccTLD van de voormalige Sovjet-Unie .su, zijn nog steeds mogelijk via RU-CENTER, hoewel dit achtervoegsel vanwege het verdwijnen van de SU eigenlijk uitgefaseerd zou gaan worden.